# Isole Šantar
Le isole Šantar (in russo Шантарские острова, Šantarskie ostrova) sono un gruppo di quindici isole russe, situate nella parte occidentale del mare di Ochotsk. Amministrativamente appartengono al Territorio di Chabarovsk del Circondario federale dell'Estremo Oriente.

## Geografia
Le isole si trovano vicino all'ingresso del golfo della Uda (губа Удская), a nord dei golfi del Tugur (залив Тугу́рский) e Akademii (залив Академии) che sono divisi dalla penisola di Tugur (Тугурским полуостровом).
La superficie totale dell'arcipelago è di circa 2.500 km².
L'altezza massima è di 720 m, secondo altre fonti di 701 m.
L'arcipelago è stato decretato Riserva naturale del distretto federale "isole Šantar".

## Le isole
- Bol'šoj Šantar (Большой Шантар), l'isola principale con una superficie di 1.790 km².
- Isola di Feklistov (остров Феклистова), la seconda in ordine di grandezza, 372 km².
- Malyj Šantar (Малый Шантар), o "piccola Šantar", la terza isola per grandezza, con un'area di 100 km².
- Beličij (остров Беличий, in italiano "scoiattolo").
- Medvežij (остров Медвежий, "isola dell'orso").
- Ptičij (Птичий).
- Utičij (Утичий).
- Sacharnaja Golova (Сахарная Голова).
- Isola di Kusov (остров Кусова), situata 14 km ad est di Bol'šoj Šantar.
- Isola di Prokof'ev (остров Прокофьева), a nord-est di Bol'šoj Šantar.
- Isola di Suchotin (остров Сухотина), a sud dell'isola di Feklistov.
- Isole Sivuč'i Kamni (остров Сивучьи Камни), "scogli dei leoni marini", un gruppo formato da due piccole isolette più alcuni scogli; si trovano a nord dell'isola Medvežij e a sud-ovest dell'isola di Feklistov (54°47′22.56″N 136°21′24.52″E).
- Isola Severnyj (остров Северный), "isola settentrionale", piccola isola con un'altezza di 134,5 m[1]. Si trova a est dell'isola Beličij (54°27′46.28″N 137°58′58.04″E), сirca 2 km a est della sua punta nord-est, capo Vysokij (мыс Высокий).
- Isola Srednij (остров Средний), "isola centrale", piccola isola, alta 93.2 m[1], a circa 2 km dalla costa sud-est dell'isola Beličij (54°22′03.93″N 137°50′28.82″E), a sud di capo Krutoj (мыс Крутой).
- Isola Južnyj (остров Южный), "isola meridionale", la maggiore delle tre isole vicine a Beličij, alta 182 m[1]; si trova a sud (54°20′51.91″N 137°48′54.89″E), ed è separata da capo Seneka (мыс Сенека), l'estrema punta settentrionale della penisola del Tugur, sulla terraferma, dallo stretto di Lindgol'm.
- Scoglio Diomede (Камни Диомида), piccolo isolotto circa 2,5 km a sud dell'estrema punta meridionale di Bol'šoj Šantar, capo Phillip (мыс Филиппа)[1] (54°36′08″N 137°41′42″E).

## Fauna e flora

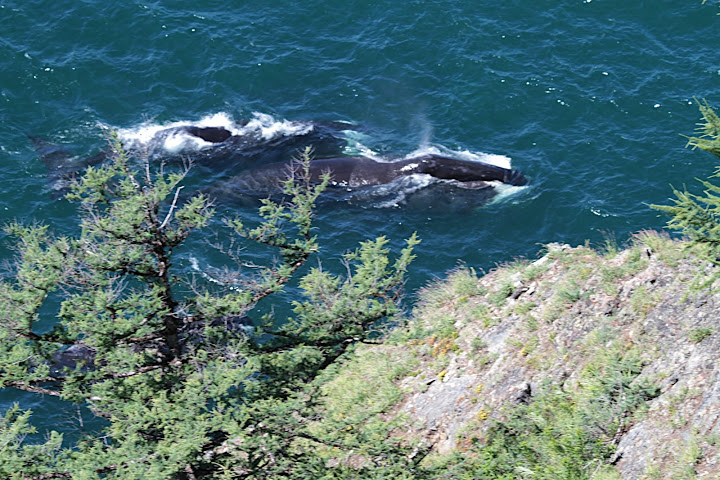
Balene della Groenlandia nuotando in prossimità delle isole

Nel secolo XIX sono state raramente visitate da ricercatori a causa della loro inaccessibilità e lontananza dai principali rotte marittime. La prima descrizione degli uccelli individuati sulle isole si deve all'esploratore russo Alexander von Middendorf, nel 1851. All'inizio del XX secolo lo zoologo G. D. Dulkeit portò a termine una ricerca sulla fauna marina. Si deve poi all'ornitologo sovietico Leonid Mihajlovič Šul'pin (Леонид Михайлович Шульпин, 1905-1942) la compilazione di una lista di 172 uccelli, elenco che arrivò poi a 205 specie con il lavoro di V. D. Jachontov ed altri ornitologi.
Le grandi isole sono un habitat per molti mammiferi predatori: orso bruno, lupo, volpe, cane procione, ghiottone, lontra, ermellino, donnola e martora.
Nell'arcipelago si trovano 11 specie di uccelli marini. La più numerosa di questi è l'uria dagli occhiali. Il numero di individui e il numero di colonie varia notevolmente di anno in anno. Gli scienziati hanno notato che nel 1971, 1978 e nel 1982 il numero di questi uccelli nidificanti in tutto l'arcipelago aveva raggiunto le 18.000-20.000 coppie. Le maggiori colonie (7000 e 3000 coppie) erano situate sulle isole Utičij e Ptičij. Nel periodo 1991-1992, ben 17.500 coppie avevano nidificato sull'isola Utičij.
Le isole più grandi sono coperte da betulle, larici e boschi di conifere (abete, larix gmelinii, pino mugo). Ci sono macchie di pinus pumila.

## Storia
Il primo rilevamento delle isole Šantar risale all'aprile del 1640, quando l'esploratore russo Ivan Jur'evič Moskvitin (Иван Юрьевич Москвитин) con un gruppo di cosacchi, viaggiando lungo la costa, presumibilmente per entrare nella foce del fiume Amur, individuò le isole Šantar. Moskvitin riferì le sue scoperte al principe O. I. Ščerbatov, il voivoda moscovita a Tomsk. Sulla base delle indicazioni di Ivan Moskvitin, fu elaborata la prima mappa russa dell'estremo oriente nel  marzo del 1642. Le isole sono state poi esplorate da topografi russi tra il 1711 e il 1725.

## Isole adiacenti
- Isola di Men'šikov (остров Меньшикова), si trova 71 km a est dell'isola di Kusov e a 44 km dalla terraferma, a nord-est di capo Muchtelja (мыс Мухтеля), 54°35′16.7″N 139°14′26.6″E. L'isola ha 5,5 km di lunghezza, una larghezza massima di 1 km e un'altezza di 370 m. L'isola è stata scoperta nel 1847 da una spedizione guidata dal capitano di vascello V. Poplonskij sul brigantino Ochotsk (Охотск)[11][12].
- Isola di Rejneke (остров Рейнеке), situata 45 km a sud-est dell'isola Men'šikova (54°20′46.15″N 139°46′44.59″E) e si trova a 5 km a nord di capo Topografičeskij, sulla terraferma. È lunga circa 4 km e ha un'altezza di 323 m. Quest'isola non deve essere confusa con l'omonima isola di Rejneke che fa parte dell'arcipelago dell'imperatrice Eugenia e si trova nel golfo di Pietro il Grande.